# Tomocerus
Genre
Tomocerus est un genre de collemboles de la famille des Tomoceridae.

## Liste des espèces
Selon Checklist of the Collembola of the World (version du 22 août 2019) :
- Tomocerus asahinai Yosii, 1954
- Tomocerus asiaticus Martynova, 1969
- Tomocerus asoka Yosii & Ashraf, 1965
- Tomocerus baibungensis Sun, Liang & Huang, 2006
- Tomocerus baicalensis Martynova, 1969
- Tomocerus baudoti Denis, 1932
- Tomocerus bimaculatus Sun, Liang & Huang, 2006
- Tomocerus botanicus Cassagnau, 1962
- Tomocerus caecus Yu & Deharveng, 2015
- Tomocerus caputiviolaceus Lee, 1975
- Tomocerus catalanus Denis, 1924
- Tomocerus changbaishanensis Wang, 1999
- Tomocerus cheni Ma & Christiansen, 1998
- Tomocerus christianseni Stomp, 1969
- Tomocerus conagensis Sun, Liang & Huang, 2006
- Tomocerus cthulhu Yu & Li, 2016
- Tomocerus cucullatus Olfers, 1907
- Tomocerus cuspidatus Börner, 1909
- Tomocerus deharvengi Yu & Li, 2016
- Tomocerus denticulus Lee, 1975
- Tomocerus deongyuensis Lee, 1975
- Tomocerus disimilis Yu, Ding & Ma, 2017
- Tomocerus dong Yu & Li, 2016
- Tomocerus emeicus Liu, Hou & Li, 1999
- Tomocerus folsomi Denis, 1929
- Tomocerus fopingensis Sun & Liang, 2008
- Tomocerus fuxii Yu, Pan & Shi, 2017
- Tomocerus hexipunctatus Sun, Liang & Huang, 2007
- Tomocerus huangi Yu, 2018
- Tomocerus huoensis Sun, Liang & Huang, 2006
- Tomocerus ishibashii Yosii, 1954
- Tomocerus jesonicus Yosii, 1967
- Tomocerus jezoensis Matsumura & Ishida, 1931
- Tomocerus jilinensis Ma, 2011
- Tomocerus jinyunensis Liu, 2006
- Tomocerus jiuzhaiensis Liu, Zhou & Zhang, 2013
- Tomocerus jordanai Sun, Liang & Huang, 2006
- Tomocerus kinoshitai Yosii, 1954
- Tomocerus lamelliger (Börner, 1903)
- Tomocerus laxalamellus Lee, 1975
- Tomocerus leyensis Yu & Deharveng, 2018
- Tomocerus lividus Tullberg, 1877
- Tomocerus maculatus Sun, Liang & Huang, 2007
- Tomocerus magadanicus Martynova, 1979
- Tomocerus magnus Sun & Liang, 2008
- Tomocerus maximus Liu, Hou & Li, 1999
- Tomocerus minor (Lubbock, 1862)
- Tomocerus mitrai Prabhoo & Muraleedharan, 1980
- Tomocerus montanus (Oudemans, 1890)
- Tomocerus monticolus Huang & Yin, 1981
- Tomocerus multisetus Sun, Liang & Huang, 2007
- Tomocerus nabanensis Yu, Yang & Liu, 2018
- Tomocerus nanus Yu, Yang & Liu, 2018
- Tomocerus nepalicus Yosii, 1971
- Tomocerus nigrofasciatus Sun, Liang & Huang, 2006
- Tomocerus nigromaculatus Sun, Liang & Huang, 2006
- Tomocerus nigrus Sun, Liang & Huang, 2006
- Tomocerus nodentalis Nguyen, 1995
- Tomocerus nuwae Yu, Pan & Shi, 2017
- Tomocerus obscurus Huang & Yin, 1981
- Tomocerus ocreatus Denis, 1948
- Tomocerus orientalis Martynova, 1979
- Tomocerus paraspinulus Gong, Qin & Yu, 2018
- Tomocerus parvus Huang & Yin, 1981
- Tomocerus persimilis Yu, Ding & Ma, 2017
- Tomocerus petalospinus Salmon, 1969
- Tomocerus postantennalis Yu, Zhang & Deharveng, 2014
- Tomocerus problematicus Cassagnau, 1964
- Tomocerus pseudocreatus Yu, 2018
- Tomocerus pseudospinulus Gong, Qin & Yu, 2018
- Tomocerus punctatus Yosii, 1967
- Tomocerus purpuratus Sun, Liang & Huang, 2006
- Tomocerus qinae Yu, Yao & Hu, 2016
- Tomocerus qixiaensis Yu, Yao & Hu, 2016
- Tomocerus sachalinensis Martynova, 1979
- Tomocerus serratospinus Salmon, 1969
- Tomocerus setoserratus Salmon, 1941
- Tomocerus shuense Liu, 2003
- Tomocerus sibiricus Reuter, 1891
- Tomocerus similis Chen & Ma, 1997
- Tomocerus spinistriatus Lee, 1975
- Tomocerus spinulus Chen & Christiansen, 1998
- Tomocerus steinbocki Yosii, 1971
- Tomocerus teldanicus Gruia, 1995
- Tomocerus terrestralis (Stach, 1922)
- Tomocerus tiani Yu, 2016
- Tomocerus troglodytes Yu & Deharveng, 2018
- Tomocerus tropicus Yu, Yang & Liu, 2018
- Tomocerus vasconius Bonet, 1928
- Tomocerus violaceus Yosii, 1956
- Tomocerus virgatus Yu, 2018
- Tomocerus viridescens Wankel, 1860
- Tomocerus viridis Yosii, 1967
- Tomocerus vulgaris (Tullberg, 1871)
- Tomocerus wushanensis Sun, Liang & Huang, 2007
- Tomocerus yueluensis Yu, 2018
- Tomocerus zayuensis Huang & Yin, 1981
- Tomocerus zhuque Yu, 2018

## Publication originale
- Nicolet, 1842 : Recherches pour Servir à l'Histoire des Podurelles. Nouvelles Mémoires Helvétique Science Naturelle, vol. 6, p. 1-88 (texte intégral).